# Bust d'Amenemhet V
El Bust d'Amenemhet V en esquist és un fragment d'una escultura que representa el faraó de l'Antic Egipte Amenemhet V (1796 - 1793 abans de la nostra era), que va regnar al començament de la Dinastia XIII. És una de les millors creacions artístiques de l'època, i es conserva en el Kunsthistorisches Museum de Viena.

## Descripció
El bust, incomplet en el costat esquerre, fa 35 cm d'alçada i originàriament formava part d'una estàtua de grandària natural del governant sedent, tallada en esquist. El faraó porta el típic tocat nemes amb un ureu parcialment destruït, igual que el nas; n'és destacable és el somriure, que s'aparta del costum de no mostrar emocions en els rostres escultòrics. Els indicis de realisme, malgrat la completa idealització del tema, segueixen una tendència ja establerta amb Amenemhet III.
La troballa no duu cap inscripció, per la qual cosa no es pogué identificar ni datar durant molt de temps. Es creia que pertanyia al Baix imperi d'Egipte o a l'època ptolemaica. El 1985 es publicaren les troballes arqueològiques d'Hekaib, a l'illa d'Elefantina. N'hi havia esteles i estàtues, com ara una escultura del faraó Amenemhet V descoberta al novembre del 1932, sense cap. Tres anys després de la publicació completa dels objectes trobats, l'egiptòloga Biri Fay va publicar un article en què demostrava que el bust de Viena pertanyia a l'estàtua trobada al 1932.

## Història
El bust degué ser comprat el 1821 i arribà poc després a Viena. El cap apareix esmentat per primera vegada en un inventari del museu del 1824 (classificat com a bust femení). Pertanyia a les peces de l'Antiken-Cabinet encarregades per l'emperadriu Maria Teresa I d'Àustria el 1765. L'estàtua havia estat trobada entre les restes del temple d'Hekaib, tot i que devia ornar el temple local de Satet. En el moment del descobriment, estava destrossada i li mancava una part de l'esquena i els braços. El tron cúbic porta dues inscripcions al costat de les cames d'Amenemhet, a la part davantera i a la superior del seient, que anomenen el rei pel seu nom i també l'estimat de Satet, senyora d'Elefantina.